# New Coke

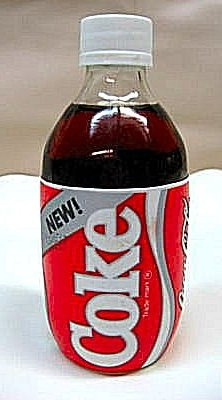
New Coke-Flasche

New Coke war der inoffizielle Name des Soft-Drink-Nachfolgers von Coca-Cola, der im Jahre 1985 von der Coca-Cola Company auf den Markt gebracht wurde. Zwar wurde offiziell der Name des Produkts nicht geändert, doch wurde es aufgrund der Werbekampagne „The New Taste of Coca Cola“ unter diesem Synonym bekannt, bis es 1992 in den wenigen Regionen der Welt, wo die neue Rezeptur noch verkauft wurde, in Coca Cola II umbenannt wurde.
Die veränderte Formel der „neuen Coca-Cola“ erreichte jedoch nicht den gewünschten Erfolg beim Verbraucher und wurde infolgedessen nach wenigen Wochen wieder vom Markt genommen. Dieses Vorgehen erwies sich als eines der größten Vermarktungsdesaster der Werbegeschichte.

## Geschichte
Gegen Ende der 1950er Jahre war der Umsatz von Coca-Cola noch fünf Mal größer als der von Pepsi-Cola. Pepsi-Cola fokussierte dann seine Marketing-Anstrengungen darauf, sich mit dem Slogan „the drink of the youth“ als Getränk junger Leute zu etablieren und sich dadurch von dem breiteren Fokus von Coca-Cola abzusetzen.  PepsiCo ergänzte dies in den 1970er Jahren mit der sogenannten „Pepsi-Challenge“, bei dem Konsumenten in einem Blind-Test zu einem Geschmacksvergleich zwischen Coca-Cola und Pepsi-Cola aufgefordert wurden. Die meisten Konsumenten bevorzugten in diesem Direktvergleich die süßere Pepsi-Cola. In den 1980er Jahren verschärfte PepsiCo diesen Marketingansatz, indem sie gleichzeitig global mit der „Pepsi-Challenge“ auftraten, mit der „Pepsi-Generation“ einen der wirksamsten Slogans der Werbegeschichte fanden und Persönlichkeiten wie Don Johnson und Michael Jackson als Werbeträger engagierten. Coca-Cola verlor dadurch zunehmend Marktanteile an Pepsi-Cola. Nach Einschätzung des Marketing-Experten Matt Haig waren es zu Beginn der 1980er Jahre nur noch die besseren Vertriebskanäle von Coca-Cola, die verhinderten, dass Pepsi-Cola sich zum umsatzstärksten Erfrischungsgetränk in den USA entwickelte.
Nachdem Roberto Goizueta 1980 Präsident der Coca-Cola Company geworden war, führte er mit Don Keough 1982 die Diet Coke ein. Firmenintern führte man die überaus erfolgreiche Einführung von Diet Coke, die sich seit der Produkteinführung 1982 sehr schnell zum drittstärksten Colagetränk nach Coca-Cola und Pepsi-Cola entwickelt hatte, auch darauf zurück, dass dieses Getränk geschmacklich Pepsi-Cola näher stand als Coca-Cola. Mit der Konkurrenz durch Pepsi-Cola schrumpfte der Marktanteil der Marke Coca-Cola von 60 Prozent im Jahre 1945 auf 24 Prozent im Jahre 1983, weshalb das Unternehmen mit neu eingeführten Variationen versuchte, als weltweit umsatzstärkste Cola-Marke ihren Marktanteil wieder auszubauen.
Infolgedessen ließ die Coca-Cola Company am 19. April 1985 auf einer Pressekonferenz verkünden, dass es eine Veränderung des Coca-Cola-Produkts geben werde. Während der Pressekonferenz wurde zwar erläutert, dass ein neues Produkt auf den Markt kommen solle, doch wurde nicht darauf hingewiesen, dass das Unternehmen das erfolgreichste Produkt seines Sortiments, die Coca-Cola selber, verändern würde. Offiziell bestätigt wurde diese Veränderung erst, als das Unternehmen das neue Produkt am darauf folgenden Dienstag, den 23. April, mit dem Slogan „The New Taste of Coca Cola“ in den USA auf den Markt brachte und die Produktion der traditionellen Formel einstellte. Aufgrund des neuen Geschmacks mit dem veränderten Rezept (u. a. Vanillin statt natürlicher Vanille) wurde die neue Cola auch New Coke genannt. Daneben gab es uneinheitliche Änderungen in Art und vor allem Menge des verwendeten Zuckers. Das Unternehmen hatte einen Blindtest mit 190.000 Probanden durchführen lassen mit dem Ergebnis, dass die neue Rezeptur sowohl der „alten“ Coca-Cola als auch Pepsi-Cola überlegen sei.
Bis zu 40.000 Beschwerdebriefe trafen am Sitz in Atlanta ein. PepsiCo reagierte sehr schnell auf den Fehler seines Konkurrenten und ließ nur wenige Wochen nach Einführung von New Coke in den USA eine Fernsehwerbung zeigen, in der ein alter Mann auf einer Parkbank sitzend um die alte Coca-Cola trauert. Bereits am 11. Juli 1985 musste Robert Goizueta die Rücknahme der Entscheidung und die Wiedereinführung der alten Rezeptur verkünden, die in den USA dann entsprechend als Classic Coke vermarktet wurde. Die Nachricht wurde in den USA als so bemerkenswert eingestuft, dass unter anderem ABC News die laufende Sendung für eine Kurzmeldung unterbrach. Die Coca-Cola Company gab 2009 bekannt, das Wort „Classic“ künftig nicht mehr verwenden zu wollen, um jüngere Verbraucher anzusprechen.

## Trivia
Coca-Cola-Manager Don Keough kommentierte zu einem späteren Zeitpunkt das New-Coke-Fiasko:

„Einige Kritiker werden sagen, dass Coca Cola einen Marketing-Fehler gemacht hat. Einige Kritiker werden sagen, dass wir das alles von vornherein so geplant haben. Die Wahrheit ist, dass wir weder so dumm noch so klug sind.“

In der 13. Episode der ersten Staffel der Zeichentrickserie Futurama gibt es eine Anspielung auf dieses vermeintliche Marketingkonzept. Die Hauptfiguren der Serie besichtigen dabei die Produktionsstätten von „slurm“, einem Erfrischungsgetränk, das in der Serie Funktion und Verbreitung von Coca-Cola einnimmt. Dabei begegnen sie der „slurm queen“, die ankündigt das scheußlich schmeckende „New Slurm“ auf den Markt zu bringen, um dann mit der späteren Vermarktung von „Slurm Classic“ Milliarden zu verdienen.
In der dritten Staffel von der Netflix-Serie Stranger Things gibt es eine Anspielung auf die New Coke. Als sich die Charaktere im Kaufhaus befanden, griff Lucas zu einer Dose mit Cola, welche klar als New Coke zu erkennen war, da diese Staffel im Jahr 1985 spielt, indem die New Coke grade erst auf den Markt kam. Als Lucas dann sagte, dass ihm die Cola schmecken würde, erwiderten die anderen dies nur mit „Bäh“ oder „Ihhhh“, da viele Leute die New Coke damals ablehnten.